# Eremosyne pectinata
Eremosyne es un género monotípico de plantas con flores pertenecientes a la familia Escalloniaceae. Su única especie: Eremosyne pectinata Endl., es originaria del suroeste de Australia.
Históricamente, estaba colocado en la familia Saxifragaceae. Posteriormente fue colocado en su propia familia , Eremosynaceae, en el marco del sistema Cronquist, más tarde fusionado en Escalloniaceae; antes de ser restaurado a Eremosynaceae en el sistema APG II. Estudios recientes han confirmado su afinidad con Escalloniaceae , y el APWeb ahora la incluye en esa familia.

## Descripción
Es una planta herbáceas, erecta a extendida, caducifolia, que alcanza un tamaño de 0,04 a 0,15 m de altura. Las flores de color blanco-rosado, se producen en octubre-noviembre de suelos de arena, arcilla, limo en los pantanos y laderas. 

## Distribución
E. pectinata es originaria del suroeste de la provincia de Australia Occidental.

## Taxonomía
Eremosyne pectinata fue descrita por Stephan Ladislaus Endlicher y publicado en Enumeratio plantarum quas in Novae Hollandiae ora austro-occidentali ad fluvium Cygnorum et in sinu Regis Georgii collegit Carolus Liber Baro de Hügel 53. 1837.